# Hemipholis gracilis
Hemipholis gracilis is een slangster uit de familie Ophiactidae.
De wetenschappelijke naam van de soort werd in 1867 gepubliceerd door Addison Emery Verrill.